# Jan-Krzysztof Duda
Jan-Krzysztof Duda (Polsk udtale: ['jan ˌkʂɨʂtɔf ˈduda]; født 26. april 1998) er en polsk skakspiller og stormester. Han var et skakvidunderbarn og opnåede stormestertitlen i 2013 i en alder af 15 år og 21 dage. Duda vand Polensmesterskabet i skak i 2018 og Chess World Cup 2021. Han modtog det polske guldkors for sine bedrifter i skak.